# Mascella (entomologia)
In entomologia la mascella è un'appendice pari e simmetrica dell'apparato boccale degli insetti. Secondo alcuni autori deriva dalla differenziazione del secondo somite dello gnatocefalo . Morfologicamente rappresenta il terzo paio delle appendici boccali (dopo il labbro superiore e le mandibole ).

## La mascella nell'apparato boccale tipo
Nell'apparato boccale masticatore tipo le mascelle si inseriscono dopo le mandibole e prima del labbro inferiore, articolandosi con un solo condilo sul margine della cavità orale (ipostoma). Ogni mascella è composta in genere da due articoli, uno prossimale e uno distale. Il segmento prossimale, detto cardine, costituisce il condilo che si articola nell'ipostoma; quello distale, detto stipite, rappresenta in genere la parte più consistente della mascella e su esso si articola il palpo mascellare.
Lo stipite si divide distalmente in due lobi, detti rispettivamente lacinia e galea, il primo interno, il secondo più esterno. Sul lato esterno dello stipite s'inserisce il palpo mascellare, un'appendice composta da 1-7 articoli.
La funzione primaria delle mascelle, nell'apparato boccale tipo, è quella di concorrere alla prensione dell'alimento; sul palpo sono localizzati organi sensoriali.